# 中鰐亜目
中鰐亜目（ちゅうがくあもく、Mesosuchia）はワニ形上目の中の動物群。
中生代にすべて絶滅した。この仲間には海ワニと呼ばれる海棲生活に適応したものが多く、ワニ類の中でも最も水棲生活に適応していた。
なお現在のイリエワニも海ワニといわれることがあるが直接の類縁関係はない。